# Selección de fútbol de Indonesia
La selección de fútbol de Indonesia es el equipo representativo de Indonesia en las competiciones oficiales de fútbol. Su organización está a cargo de la Asociación de Fútbol de Indonesia, perteneciente a la AFC y a la FIFA.

## Historia
Su primera aparición se produjo en 1934, cuando aún era colonia de los Países Bajos, bajo el nombre de Selección de fútbol de Indias Orientales Neerlandesas. En 1938, consiguió su clasificación para la fase final de la Copa Mundial de Fútbol de 1938, y se convirtió en el primer país asiático en participar en dicho evento; sin embargo, fue eliminado tras un rotundo 6:0 ante Hungría. Posteriormente, tras alcanzar la independencia, el seleccionado adoptó el nombre actual. Su siguiente participación premundialista no se daría hasta las eliminatorias para el Mundial de Suecia 1958, donde eliminó a la China con autoridad. Sin embargo, se retiró de la competición cuando debía enfrentarse a Israel, estado no reconocido por las naciones musulmanas. 
En 1974, pasada la agitación política de los años sesenta, Indonesia volvió a participar en una nueva eliminatoria, donde quedó encuadrada en un grupo junto a Australia, Nueva Zelanda e Irak. Con el Dr. Endang Witarsa en la dirección técnica y jugadores del nivel de Risdianto e Iswadi consiguieron arrancar algunos puntos, entre ellos los de una victoria contra Nueva Zelanda por la mínima diferencia. En 1982 intentó nuevamente su pase a la fase final, pero fue eliminada por Nueva Zelanda, a la postre clasificada para España 1982. No obstante, Indonesia consiguió en esa competición endosarle un 1-0 histórico a Australia en el Estadio Utama Senayan de Yakarta, con un tanto de Risdianto a los 88 minutos.

## Estadísticas

### Copa Mundial de Fútbol
| Copa Mundial de Fútbol              | Copa Mundial de Fútbol              | Copa Mundial de Fútbol              | Copa Mundial de Fútbol              | Copa Mundial de Fútbol              | Copa Mundial de Fútbol              | Copa Mundial de Fútbol              | Copa Mundial de Fútbol              |
| Año                                 | Ronda                               | J                                   | G                                   | E                                   | P                                   | GF                                  | GC                                  |
| Como Indias Orientales Neerlandesas | Como Indias Orientales Neerlandesas | Como Indias Orientales Neerlandesas | Como Indias Orientales Neerlandesas | Como Indias Orientales Neerlandesas | Como Indias Orientales Neerlandesas | Como Indias Orientales Neerlandesas | Como Indias Orientales Neerlandesas |
| ----------------------------------- | ----------------------------------- | ----------------------------------- | ----------------------------------- | ----------------------------------- | ----------------------------------- | ----------------------------------- | ----------------------------------- |
| 1930                                | No existía la selección             | No existía la selección             | No existía la selección             | No existía la selección             | No existía la selección             | No existía la selección             | No existía la selección             |
| 1934                                | No existía la selección             | No existía la selección             | No existía la selección             | No existía la selección             | No existía la selección             | No existía la selección             | No existía la selección             |
| 1938                                | Octavos de final                    | 1                                   | 0                                   | 0                                   | 1                                   | 0                                   | 6                                   |
| Como Indonesia                      |                                     |                                     |                                     |                                     |                                     |                                     |                                     |
| 1950                                | Se retiró                           | Se retiró                           | Se retiró                           | Se retiró                           | Se retiró                           | Se retiró                           | Se retiró                           |
| 1954                                | No participó                        | No participó                        | No participó                        | No participó                        | No participó                        | No participó                        | No participó                        |
| 1958                                | Se retiró                           | Se retiró                           | Se retiró                           | Se retiró                           | Se retiró                           | Se retiró                           | Se retiró                           |
| 1962                                | Se retiró                           | Se retiró                           | Se retiró                           | Se retiró                           | Se retiró                           | Se retiró                           | Se retiró                           |
| 1966                                | No participó                        | No participó                        | No participó                        | No participó                        | No participó                        | No participó                        | No participó                        |
| 1970                                | No participó                        | No participó                        | No participó                        | No participó                        | No participó                        | No participó                        | No participó                        |
| 1974                                | No clasificó                        | No clasificó                        | No clasificó                        | No clasificó                        | No clasificó                        | No clasificó                        | No clasificó                        |
| 1978                                | No clasificó                        | No clasificó                        | No clasificó                        | No clasificó                        | No clasificó                        | No clasificó                        | No clasificó                        |
| 1982                                | No clasificó                        | No clasificó                        | No clasificó                        | No clasificó                        | No clasificó                        | No clasificó                        | No clasificó                        |
| 1986                                | No clasificó                        | No clasificó                        | No clasificó                        | No clasificó                        | No clasificó                        | No clasificó                        | No clasificó                        |
| 1990                                | No clasificó                        | No clasificó                        | No clasificó                        | No clasificó                        | No clasificó                        | No clasificó                        | No clasificó                        |
| 1994                                | No clasificó                        | No clasificó                        | No clasificó                        | No clasificó                        | No clasificó                        | No clasificó                        | No clasificó                        |
| 1998                                | No clasificó                        | No clasificó                        | No clasificó                        | No clasificó                        | No clasificó                        | No clasificó                        | No clasificó                        |
| 2002                                | No clasificó                        | No clasificó                        | No clasificó                        | No clasificó                        | No clasificó                        | No clasificó                        | No clasificó                        |
| 2006                                | No clasificó                        | No clasificó                        | No clasificó                        | No clasificó                        | No clasificó                        | No clasificó                        | No clasificó                        |
| 2010                                | No clasificó                        | No clasificó                        | No clasificó                        | No clasificó                        | No clasificó                        | No clasificó                        | No clasificó                        |
| 2014                                | No clasificó                        | No clasificó                        | No clasificó                        | No clasificó                        | No clasificó                        | No clasificó                        | No clasificó                        |
| 2018                                | Suspendido                          | Suspendido                          | Suspendido                          | Suspendido                          | Suspendido                          | Suspendido                          | Suspendido                          |
| 2022                                | No clasificó                        | No clasificó                        | No clasificó                        | No clasificó                        | No clasificó                        | No clasificó                        | No clasificó                        |
| 2026                                | Por disputarse                      | Por disputarse                      | Por disputarse                      | Por disputarse                      | Por disputarse                      | Por disputarse                      | Por disputarse                      |
| 2030                                | Por disputarse                      | Por disputarse                      | Por disputarse                      | Por disputarse                      | Por disputarse                      | Por disputarse                      | Por disputarse                      |
| 2034                                | Por disputarse                      | Por disputarse                      | Por disputarse                      | Por disputarse                      | Por disputarse                      | Por disputarse                      | Por disputarse                      |
| Total                               | 1/22                                | 1                                   | 0                                   | 0                                   | 1                                   | 0                                   | 6                                   |

### Copa Asiática
| Copa Asiática | Copa Asiática    | Copa Asiática | Copa Asiática | Copa Asiática | Copa Asiática | Copa Asiática | Copa Asiática |
| Año           | Ronda            | J             | G             | E             | P             | GF            | GC            |
| ------------- | ---------------- | ------------- | ------------- | ------------- | ------------- | ------------- | ------------- |
| 1956          | Se retiró        | Se retiró     | Se retiró     | Se retiró     | Se retiró     | Se retiró     | Se retiró     |
| 1960          | Se retiró        | Se retiró     | Se retiró     | Se retiró     | Se retiró     | Se retiró     | Se retiró     |
| 1964          | Se retiró        | Se retiró     | Se retiró     | Se retiró     | Se retiró     | Se retiró     | Se retiró     |
| 1968          | No clasificó     | No clasificó  | No clasificó  | No clasificó  | No clasificó  | No clasificó  | No clasificó  |
| 1972          | No clasificó     | No clasificó  | No clasificó  | No clasificó  | No clasificó  | No clasificó  | No clasificó  |
| 1976          | No clasificó     | No clasificó  | No clasificó  | No clasificó  | No clasificó  | No clasificó  | No clasificó  |
| 1980          | No clasificó     | No clasificó  | No clasificó  | No clasificó  | No clasificó  | No clasificó  | No clasificó  |
| 1984          | No clasificó     | No clasificó  | No clasificó  | No clasificó  | No clasificó  | No clasificó  | No clasificó  |
| 1988          | No clasificó     | No clasificó  | No clasificó  | No clasificó  | No clasificó  | No clasificó  | No clasificó  |
| 1992          | No clasificó     | No clasificó  | No clasificó  | No clasificó  | No clasificó  | No clasificó  | No clasificó  |
| 1996          | Fase de grupos   | 3             | 0             | 1             | 2             | 4             | 8             |
| 2000          | Fase de grupos   | 3             | 0             | 1             | 2             | 0             | 7             |
| 2004          | Fase de grupos   | 3             | 1             | 0             | 2             | 3             | 9             |
| 2007          | Fase de grupos   | 3             | 1             | 0             | 2             | 3             | 4             |
| 2011          | No clasificó     | No clasificó  | No clasificó  | No clasificó  | No clasificó  | No clasificó  | No clasificó  |
| 2015          | No clasificó     | No clasificó  | No clasificó  | No clasificó  | No clasificó  | No clasificó  | No clasificó  |
| 2019          | Suspendido       | Suspendido    | Suspendido    | Suspendido    | Suspendido    | Suspendido    | Suspendido    |
| 2023          | Octavos de final | 4             | 1             | 0             | 3             | 3             | 10            |
| 2027          | Clasificado      | Clasificado   | Clasificado   | Clasificado   | Clasificado   | Clasificado   | Clasificado   |
| Total         | 6/19             | 16            | 3             | 2             | 11            | 13            | 38            |

## Torneos regionales

### Campeonato de Fútbol de la ASEAN
| Campeonato de Fútbol de la ASEAN | Campeonato de Fútbol de la ASEAN | Campeonato de Fútbol de la ASEAN | Campeonato de Fútbol de la ASEAN | Campeonato de Fútbol de la ASEAN | Campeonato de Fútbol de la ASEAN | Campeonato de Fútbol de la ASEAN | Campeonato de Fútbol de la ASEAN |
| Año                              | Ronda                            | J                                | G                                | E                                | P                                | GF                               | GC                               |
| -------------------------------- | -------------------------------- | -------------------------------- | -------------------------------- | -------------------------------- | -------------------------------- | -------------------------------- | -------------------------------- |
| 1996                             | Cuarto lugar                     | 6                                | 3                                | 1                                | 2                                | 18                               | 9                                |
| 1998                             | Tercer lugar                     | 5                                | 2                                | 1                                | 2                                | 15                               | 10                               |
| 2000                             | Subcampeón                       | 5                                | 3                                | 0                                | 2                                | 13                               | 10                               |
| 2002                             | Subcampeón                       | 6                                | 3                                | 3                                | 0                                | 22                               | 7                                |
| 2004                             | Subcampeón                       | 8                                | 4                                | 1                                | 3                                | 24                               | 8                                |
| 2007                             | Fase de grupos                   | 3                                | 1                                | 2                                | 0                                | 6                                | 4                                |
| 2008                             | Semifinales                      | 5                                | 2                                | 0                                | 3                                | 8                                | 5                                |
| 2010                             | Subcampeón                       | 7                                | 6                                | 0                                | 1                                | 17                               | 6                                |
| 2012                             | Fase de grupos                   | 3                                | 1                                | 1                                | 1                                | 3                                | 4                                |
| 2014                             | Fase de grupos                   | 3                                | 1                                | 1                                | 1                                | 7                                | 7                                |
| 2016                             | Subcampeón                       | 7                                | 3                                | 2                                | 2                                | 12                               | 13                               |
| 2018                             | Fase de grupos                   | 4                                | 1                                | 1                                | 2                                | 5                                | 6                                |
| 2020                             | Subcampeón                       | 8                                | 4                                | 3                                | 1                                | 20                               | 13                               |
| 2022                             | Semifinales                      | 6                                | 3                                | 2                                | 1                                | 12                               | 5                                |
| 2024                             | Fase de grupos                   | 4                                | 1                                | 1                                | 2                                | 4                                | 5                                |
| Total                            | 15/15                            | 80                               | 38                               | 19                               | 23                               | 186                              | 112                              |

## Últimos partidos y próximos encuentros
Actualizado al último partido jugado el 10 de junio de 2025
| Fecha      | Ciudad    | Local          | Resultado | Visitante      | Competición                     |
| ---------- | --------- | -------------- | --------- | -------------- | ------------------------------- |
| 05-09-2024 | Yeda      | Arabia Saudita | 1:1       | Indonesia      | Clasificación Copa Mundial 2026 |
| 10-09-2024 | Yakarta   | Indonesia      | 0:0       | Australia      | Clasificación Copa Mundial 2026 |
| 10-10-2024 | Riffa     | Baréin         | 2:2       | Indonesia      | Clasificación Copa Mundial 2026 |
| 15-10-2024 | Qingdao   | China          | 2:1       | Indonesia      | Clasificación Copa Mundial 2026 |
| 15-11-2024 | Yakarta   | Indonesia      | 0:4       | Japón          | Clasificación Copa Mundial 2026 |
| 19-11-2024 | Yakarta   | Indonesia      | 2:0       | Arabia Saudita | Clasificación Copa Mundial 2026 |
| 09-12-2024 | Rangún    | Birmania       | 0:1       | Indonesia      | Copa AFF 2024                   |
| 12-12-2024 | Surakarta | Indonesia      | 3:3       | Laos           | Copa AFF 2024                   |
| 15-12-2024 | Việt Trì  | Vietnam        | 1:0       | Indonesia      | Copa AFF 2024                   |
| 21-12-2024 | Surakarta | Indonesia      | 0:1       | Filipinas      | Copa AFF 2024                   |
| 20-03-2025 | Sídney    | Australia      | 5:1       | Indonesia      | Clasificación Copa Mundial 2026 |
| 25-03-2025 | Yakarta   | Indonesia      | 1:0       | Baréin         | Clasificación Copa Mundial 2026 |
| 05-06-2025 | Yakarta   | Indonesia      | 1:0       | China          | Clasificación Copa Mundial 2026 |
| 10-06-2025 | Suita     | Japón          | 6:0       | Indonesia      | Clasificación Copa Mundial 2026 |
| 07-09-2025 | Yakarta   | Indonesia      | -:-       | Líbano         | Partido amistoso                |
| 13-09-2025 | Yakarta   | Indonesia      | -:-       | Malasia        | Partido amistoso                |
| -10-2025   | Yeda      | Indonesia      | -:-       | Arabia Saudita | Clasificación Copa Mundial 2026 |
| -10-2025   | Yeda      | Irak           | -:-       | Indonesia      | Clasificación Copa Mundial 2026 |

## Palmarés
- Juegos de la ASEAN (2): 1987 y 1991.
- Copa Independencia de Indonesia (3): 1987, 2000 y 2008.
- King's Cup (2): 1968 y 1987.
- Torneo Merdeka (3): 1961, 1962 y 1969.

## Uniforme

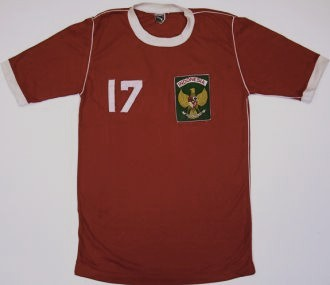
Uniforme de Indonesia de 1981.

## Récord ante otras selecciones
Actualizado al 10 de junio de 2025.
| Rival                  | PJ  | PG  | PE  | PP  | GF   | GC   | GD   |
| ---------------------- | --- | --- | --- | --- | ---- | ---- | ---- |
| Afganistán             | 2   | 0   | 0   | 2   | 2    | 4    | −2   |
| Alemania Democrática   | 2   | 0   | 1   | 1   | 3    | 5    | -2   |
| Argentina              | 1   | 0   | 0   | 1   | 0    | 2    | −2   |
| Arabia Saudita         | 16  | 1   | 4   | 11  | 10   | 37   | −27  |
| Argelia                | 2   | 1   | 0   | 1   | 2    | 2    | 0    |
| Andorra                | 1   | 1   | 0   | 0   | 1    | 0    | +1   |
| Australia              | 22  | 2   | 4   | 16  | 11   | 48   | −37  |
| Baréin                 | 9   | 3   | 3   | 3   | 10   | 21   | −11  |
| Bangladés              | 8   | 5   | 2   | 1   | 14   | 5    | +9   |
| Birmania               | 47  | 21  | 9   | 17  | 86   | 63   | +23  |
| Bosnia y Herzegovina   | 1   | 0   | 0   | 1   | 0    | 2    | −2   |
| Bután                  | 2   | 2   | 0   | 0   | 4    | 0    | +4   |
| Brunéi                 | 14  | 10  | 2   | 2   | 53   | 4    | +49  |
| Bulgaria               | 3   | 0   | 1   | 2   | 0    | 6    | −6   |
| Burundi                | 2   | 1   | 1   | 0   | 5    | 3    | +2   |
| Camboya                | 26  | 22  | 1   | 3   | 99   | 22   | +77  |
| Camerún                | 2   | 0   | 1   | 1   | 0    | 1    | −1   |
| Canadá                 | 1   | 0   | 0   | 1   | 0    | 4    | −4   |
| Catar                  | 9   | 1   | 2   | 6   | 10   | 23   | −13  |
| China                  | 21  | 3   | 4   | 14  | 16   | 44   | −28  |
| China Taipéi           | 14  | 10  | 0   | 4   | 31   | 14   | +17  |
| Croacia                | 1   | 0   | 0   | 1   | 2    | 5    | −3   |
| Corea del Norte        | 9   | 0   | 1   | 8   | 4    | 25   | −21  |
| Corea del Sur          | 60  | 6   | 8   | 46  | 31   | 138  | −107 |
| Cuba                   | 1   | 0   | 0   | 1   | 0    | 1    | −1   |
| Curazao                | 2   | 2   | 0   | 0   | 4    | 2    | +2   |
| Dinamarca              | 1   | 0   | 0   | 1   | 0    | 9    | −9   |
| Egipto                 | 1   | 0   | 0   | 1   | 0    | 6    | −6   |
| Emiratos Árabes Unidos | 6   | 2   | 0   | 4   | 8    | 17   | −9   |
| Estados Unidos         | 2   | 1   | 1   | 0   | 9    | 7    | +2   |
| Estonia                | 2   | 0   | 1   | 1   | 0    | 3    | −3   |
| Filipinas              | 33  | 26  | 4   | 3   | 110  | 28   | +82  |
| Finlandia              | 1   | 1   | 0   | 0   | 3    | 1    | +2   |
| Fiyi                   | 3   | 0   | 3   | 0   | 3    | 3    | +0   |
| Ghana                  | 2   | 0   | 0   | 2   | 0    | 6    | −6   |
| Guinea                 | 1   | 0   | 0   | 1   | 1    | 3    | −2   |
| Guyana                 | 1   | 1   | 0   | 0   | 2    | 1    | +1   |
| Hong Kong              | 23  | 13  | 5   | 5   | 47   | 34   | +13  |
| Hungría                | 1   | 0   | 0   | 1   | 0    | 6    | −6   |
| Islandia               | 2   | 0   | 0   | 2   | 1    | 9    | −8   |
| India                  | 22  | 12  | 2   | 8   | 45   | 29   | +16  |
| Irán                   | 7   | 1   | 1   | 5   | 6    | 16   | −10  |
| Irak                   | 14  | 2   | 3   | 9   | 11   | 29   | −18  |
| Israel                 | 1   | 0   | 0   | 1   | 0    | 1    | −1   |
| Jamaica                | 1   | 1   | 0   | 0   | 2    | 1    | +1   |
| Japón                  | 20  | 7   | 2   | 11  | 33   | 48   | −15  |
| Jordania               | 6   | 0   | 0   | 6   | 3    | 17   | −14  |
| Kenia                  | 1   | 0   | 0   | 1   | 2    | 3    | −1   |
| Kirguistán             | 1   | 1   | 0   | 0   | 4    | 0    | +4   |
| Kuwait                 | 7   | 2   | 3   | 2   | 8    | 12   | −4   |
| Laos                   | 11  | 9   | 2   | 0   | 48   | 12   | +36  |
| Liberia                | 2   | 1   | 0   | 1   | 3    | 3    | +0   |
| Libia                  | 4   | 1   | 0   | 3   | 4    | 11   | −7   |
| Liechtenstein          | 1   | 0   | 0   | 1   | 2    | 3    | −1   |
| Lituania               | 2   | 0   | 1   | 1   | 2    | 6    | −4   |
| Malasia                | 97  | 40  | 21  | 36  | 127  | 102  | +25  |
| Maldivas               | 4   | 4   | 0   | 0   | 12   | 0    | +12  |
| Malí                   | 1   | 1   | 0   | 0   | 3    | 2    | +1   |
| Malta                  | 2   | 0   | 0   | 2   | 0    | 4    | −4   |
| Mauricio               | 1   | 1   | 0   | 0   | 1    | 0    | +1   |
| Moldavia               | 2   | 1   | 0   | 1   | 2    | 2    | +0   |
| Mongolia               | 4   | 4   | 0   | 0   | 13   | 2    | +11  |
| Marruecos              | 1   | 0   | 0   | 1   | 0    | 2    | −2   |
| Países Bajos           | 4   | 0   | 0   | 4   | 2    | 19   | −17  |
| Nepal                  | 2   | 2   | 0   | 0   | 9    | 0    | +9   |
| Nueva Zelanda          | 8   | 2   | 4   | 2   | 8    | 9    | –1   |
| Nigeria                | 1   | 0   | 0   | 1   | 1    | 2    | −1   |
| Noruega                | 1   | 0   | 0   | 1   | 0    | 1    | −1   |
| Omán                   | 6   | 2   | 1   | 3   | 7    | 6    | +1   |
| Pakistán               | 6   | 5   | 1   | 0   | 15   | 4    | +11  |
| Palestina              | 3   | 1   | 1   | 1   | 5    | 3    | +2   |
| Papúa Nueva Guinea     | 4   | 2   | 0   | 2   | 10   | 5    | +5   |
| Paraguay               | 1   | 0   | 0   | 1   | 2    | 3    | −1   |
| Puerto Rico            | 1   | 0   | 1   | 0   | 0    | 0    | 0    |
| República Checa        | 1   | 0   | 1   | 0   | 1    | 1    | 0    |
| República Dominicana   | 1   | 0   | 1   | 0   | 1    | 1    | 0    |
| Rusia                  | 3   | 0   | 2   | 1   | 0    | 4    | −4   |
| Senegal                | 1   | 0   | 1   | 0   | 2    | 2    | 0    |
| Serbia                 | 2   | 0   | 0   | 2   | 3    | 9    | −6   |
| Singapur               | 71  | 39  | 12  | 20  | 138  | 75   | +63  |
| Sudáfrica              | 1   | 0   | 1   | 0   | 2    | 2    | 0    |
| Sri Lanka              | 6   | 5   | 1   | 0   | 29   | 6    | +23  |
| Suecia                 | 1   | 0   | 0   | 1   | 0    | 3    | −3   |
| Siria                  | 5   | 1   | 0   | 4   | 3    | 15   | −12  |
| Tanzania               | 2   | 1   | 1   | 0   | 3    | 1    | +2   |
| Tailandia              | 97  | 32  | 18  | 47  | 121  | 167  | −46  |
| Timor Oriental         | 6   | 6   | 0   | 0   | 21   | 2    | +19  |
| Turkmenistán           | 5   | 3   | 1   | 1   | 11   | 8    | +3   |
| Uruguay                | 3   | 1   | 0   | 2   | 5    | 11   | −6   |
| Uzbekistán             | 2   | 0   | 1   | 1   | 1    | 4    | −3   |
| Vanuatu                | 1   | 1   | 0   | 0   | 6    | 0    | +6   |
| Vietnam                | 50  | 24  | 12  | 14  | 79   | 61   | +18  |
| Yemen                  | 6   | 2   | 4   | 0   | 7    | 3    | +4   |
| Zimbabue               | 1   | 0   | 1   | 0   | 0    | 0    | 0    |
| Total                  | 870 | 352 | 158 | 361 | 1405 | 1347 | +58  |

## Entrenadores
| Periodo   | Entrenador                           |
| --------- | ------------------------------------ |
| 1934–1938 | Johannes van Mastenbroek             |
| 1951–1953 | Choo Seng Quee y Tony Wen            |
| 1954–1963 | Antun Pogačnik                       |
| 1966–1970 | E. A. Mangindaan                     |
| 1970      | Endang Witarsa                       |
| 1971–1972 | Djamiaat Dalhar                      |
| 1972–1974 | Suwardi Arland                       |
| 1974–1975 | Aang Witarsa                         |
| 1975–1976 | Wiel Coerver                         |
| 1976–1978 | Suwardi Arland                       |
| 1978–1979 | Frans Van Balkom                     |
| 1979–1980 | Marek Janota                         |
| 1980–1981 | Bernd Fischer                        |
| 1981–1982 | Harry Tjong                          |
| 1982–1983 | Sinyo Aliandoe                       |
| 1983–1984 | M. Basri, Iswadi Idris y Abdul Kadir |
| 1985–1987 | Bertje Matulapelwa                   |
| 1987–1991 | Anatoli Polosin                      |
| 1991–1993 | Ivan Toplak                          |
| 1993–1995 | Romano Mattè                         |
| 1995–1996 | Danurwindo                           |
| 1996–1997 | Henk Wullems                         |
| 1998      | Rusdy Bahalwan                       |
| 1999      | Bernard Schumm                       |
| 1999–2000 | Nandar Iskandar                      |
| 2000–2001 | Benny Dollo                          |
| 2002–2004 | Ivan Kolev                           |
| 2004–2007 | Peter Withe                          |
| 2005–2006 | Bambang Nurdiansyah (interino)       |
| 2007      | Ivan Kolev                           |
| 2008–2010 | Benny Dollo                          |
| 2010–2011 | Alfred Riedl                         |
| 2011–2012 | Wilhelmus Rijsbergen                 |
| 2012      | Aji Santoso                          |
| 2012–2013 | Nil Maizar                           |
| 2013      | Luis Manuel Blanco                   |
| 2013      | Rahmad Darmawan                      |
| 2013      | Jacksen F. Tiago                     |
| 2013–2014 | Alfred Riedl                         |
| 2015      | Benny Dollo                          |
| 2015      | Pieter Huistra (interino)            |
| 2016      | Alfred Riedl                         |
| 2017–2018 | Luis Milla                           |
| 2018      | Bima Sakti (interino)                |
| 2019      | Simon McMenemy                       |
| 2019–2025 | Shin Tae-yong                        |
| 2025–     | Patrick Kluivert                     |

## Jugadores

### Última convocatoria
Los siguientes jugadores fueron convocados para los partidos eliminatorios rumbo al Mundial 2026 ante Australia y Baréin disputados en marzo de 2025.
| No. | Pos. | Jugador            | Fecha de nacimiento (edad)         | Apa. | Goles | Club                    |
| --- | ---- | ------------------ | ---------------------------------- | ---- | ----- | ----------------------- |
| 1   | POR  | Maarten Paes       | 14 de mayo de 1998 (27 años)       | 8    | 0     | FC Dallas               |
| 12  | POR  | Emil Audero        | 18 de febrero de 1997 (28 años)    | 0    | 0     | Palermo                 |
| 16  | POR  | Ernando Ari        | 27 de febrero de 2002 (23 años)    | 15   | 0     | Persebaya Surabaya      |
|     | POR  | Nadeo Argawinata   | 9 de marzo de 1997 (28 años)       | 24   | 0     | Borneo Samarinda        |
|     |      |                    |                                    |      |       |                         |
| 2   | DEF  | Kevin Diks         | 6 de octubre de 1996 (28 años)     | 3    | 0     | Copenhague              |
| 3   | DEF  | Jay Idzes          | 2 de junio de 2000 (25 años)       | 11   | 1     | Venezia                 |
| 4   | DEF  | Jordi Amat         | 21 de marzo de 1992 (33 años)      | 21   | 1     | Johor Darul Ta'zim      |
| 5   | DEF  | Rizky Ridho        | 21 de noviembre de 2001 (23 años)  | 47   | 4     | Persija Jakarta         |
| 6   | DEF  | Sandy Walsh        | 14 de marzo de 1995 (30 años)      | 20   | 2     | Yokohama F. Marinos     |
| 17  | DEF  | Calvin Verdonk     | 26 de abril de 1997 (28 años)      | 9    | 0     | NEC Nijmegen            |
| 20  | DEF  | Shayne Pattynama   | 11 de agosto de 1998 (26 años)     | 11   | 1     | Eupen                   |
| 21  | DEF  | Dean James         | 30 de abril de 2000 (25 años)      | 1    | 0     | Go Ahead Eagles         |
| 23  | DEF  | Justin Hubner      | 14 de septiembre de 2003 (21 años) | 16   | 0     | Wolverhampton Wanderers |
|     | DEF  | Mees Hilgers       | 13 de mayo de 2001 (24 años)       | 3    | 0     | Twente                  |
|     | DEF  | Pratama Arhan      | 21 de diciembre de 2001 (23 años)  | 54   | 3     | Bangkok United          |
|     | DEF  | Muhammad Ferarri   | 21 de junio de 2003 (22 años)      | 8    | 2     | Persija Jakarta         |
|     |      |                    |                                    |      |       |                         |
| 7   | MED  | Marselino Ferdinan | 9 de septiembre de 2004 (20 años)  | 37   | 5     | Oxford United           |
| 8   | MED  | Eliano Reijnders   | 23 de octubre de 2000 (24 años)    | 3    | 0     | PEC Zwolle              |
| 14  | MED  | Joey Pelupessy     | 15 de mayo de 1993 (32 años)       | 1    | 0     | Lommel                  |
| 15  | MED  | Ricky Kambuaya     | 5 de mayo de 1996 (29 años)        | 41   | 5     | Dewa United             |
| 18  | MED  | Ivar Jenner        | 10 de enero de 2004 (21 años)      | 20   | 0     | Utrecht                 |
| 19  | MED  | Thom Haye          | 9 de febrero de 1995 (30 años)     | 12   | 2     | Almere City             |
| 22  | MED  | Nathan Tjoe-A-On   | 22 de diciembre de 2001 (23 años)  | 12   | 0     | Swansea City            |
|     | MED  | Egy Maulana Vikri  | 7 de julio de 2000 (25 años)       | 31   | 9     | Dewa United             |
|     |      |                    |                                    |      |       |                         |
| 9   | DEL  | Rafael Struick     | 27 de marzo de 2003 (22 años)      | 26   | 1     | Brisbane Roar           |
| 10  | DEL  | Ole Romeny         | 20 de junio de 2000 (25 años)      | 2    | 2     | Oxford United           |
| 11  | DEL  | Ragnar Oratmangoen | 21 de enero de 1998 (27 años)      | 11   | 2     | Dender                  |
| 13  | DEL  | Ramadhan Sananta   | 27 de noviembre de 2002 (22 años)  | 14   | 5     | Persis Solo             |
|     | DEL  | Hokky Caraka       | 21 de agosto de 2004 (20 años)     | 11   | 2     | PSS Sleman              |
|     | DEL  | Septian Bagaskara  | 26 de septiembre de 1997 (27 años) | 0    | 0     | Dewa United             |